# Geschützter Landschaftsbestandteil 2 Feldgehölze westlich Hogesknapp
Der Geschützte Landschaftsbestandteil 2 Feldgehölze westlich Hogesknapp mit einer Flächengröße von 0,56 ha liegt nordwestlich von Madfeld im Stadtgebiet von Brilon. Das Gebiet wurde 2001 mit dem Landschaftsplan Hoppecketal durch den Kreistag des Hochsauerlandkreises als Geschützter Landschaftsbestandteil (LB) ausgewiesen. Der LB ist umgeben vom Landschaftsschutzgebiet Freiflächen um Radlinghausen und Madfeld. Es besteht aus zwei Teilflächen.

## Beschreibung
Der Landschaftsplan führt zum LB aus: „Die beiden Teilflächen werden aus durchgewachsenen Niederwäldern gebildet, die sich heute als Buchenalthölzer mit Stammdurchmessern von ca. 30 cm präsentieren. Eine Strauchschicht ist kaum entwickelt; auf dem flachgründigen Massenkalkstandort hat sich jedoch eine artenreiche Krautschicht entwickelt, die der spezifischen Kalkbuchenwald-Gesellschaft entspricht.“

## Schutzzweck
Der Landschaftsplan dokumentiert zum Schutzzweck:
„Als geschützte Landschaftsbestandteile werden Teile von Natur und Landschaft festgesetzt, soweit ihr besonderer Schutz
a) zur Sicherstellung der Leistungsfähigkeit des Naturhaushaltes,
b) zur Belebung, Gliederung oder Pflege des Orts- und Landschaftsbildes oder
c) zur Abwehr schädlicher Einwirkungen
erforderlich ist. Der Schutz kann sich in bestimmten Gebieten auf den gesamten Bestand an Bäumen, Hecken oder anderen Landschaftsbestandteilen erstrecken.“
Zu Verboten ist im Landschaftsplan aufgeführt:
„Nach § 34 Abs. 4 LG ist die Beseitigung eines geschützten Landschaftsbestandteils sowie alle Handlungen, die zu einer Zerstörung, Beschädigung oder Veränderung des geschützten Landschaftsbestandteils führen können, verboten.“
Mit dem Landschaftsplan wurde das Gebot erlassen:
„Die Geschützten Landschaftsbestandteile sind durch geeignete Pflegemaßnahmen zu erhalten, solange der dafür erforderliche Aufwand in Abwägung mit ihrer jeweiligen Bedeutung für Natur und Landschaft gerechtfertigt ist.“